# تپه زرناس ۲
تپه زرناس ۲ مربوط به عصر آهن است و در اردبیل، ۱۰۰ متری شرق بزرگراه بسیج، ۷۵ متری شمال پادگان نظامی واقع شده و این اثر در تاریخ ۱۸ اسفند ۱۳۸۷ با شمارهٔ ثبت ۲۴۹۵۶ به‌عنوان یکی از آثار ملی ایران به ثبت رسیده است.